# Baranduin
El Baranduin es un río ficticio del legendarium del escritor británico J. R. R. Tolkien. Llamado también Brandivino (Brandywine en inglés) por los hobbits, era uno de los tres grandes ríos de Eriador. Su curso nacía en el lago Nenuial, que en otros tiempos había sido el núcleo del reino de Arnor, y corría en dirección suroeste, entre la Comarca y el Bosque Viejo, hasta llegar al mar en el extremo meridional de las Montañas Azules, separando las regiones de Minhiriath y Harlindon. En su largo camino, recibía el aporte de numerosos ríos, siendo los más importantes y conocidos los que cruzaban la Comarca; como el Tornasauce, El Agua, el arroyo Cepeda y el río de la Comarca.
La condición de río fronterizo, permitía a los hobbits un muy buen resguardo de la Comarca, puesto que había muy pocos lugares para cruzarlo: el vado de Sarn al sur de la Comarca, por donde cruzó el Rey Brujo; el puente de los Arbotantes, construido por los Dúnedain, durante el esplendor del Reino del Norte en la Cuaderna del Este, por donde pasaba el Gran Camino del Este; y la balsa ubicada en la localidad de Balsadera, en la región de Marjala; que permitió la huida de los cuatro hobbits de la persecución de los Nazgûl.

## Etimología y significado del nombre
El río se llamaba en sindarin Baranduin, que significa «el largo río marrón-dorado». Compuesto por la palabra baran, que significa «marrón», o «marrón amarillento», raíz Barán más la palabra duin que significa «río» (hace referencia a un río de mucha longitud), raíz DUI; por el color de sus aguas. Según Tolkien, el nombre Brandivino «...era una alteración del élfico Baranduin... En realidad, el viejo nombre hobbit era Branda-nîn, “agua de los bordes”, que habría sido traducido más precisamente como Riacho de la Frontera...», ya que el río marcaba el límite oriental de la Comarca. Con el tiempo este nombre se corrompió y «...por una broma que se había vuelto habitual, referida una vez más al color del río..., se lo llamaba habitualmente Bralda-hîm, "cerveza impetuosa". De allí que la traducción a Brandivino se ajustaría al sentido de la broma».

## El vado de Sarn
El vado de Sarn es uno de los cruces del río Baranduin al sudeste de la Comarca. Su nombre en lengua sindarin es Sarn Athrad, que puede traducirse como «vado de Piedra». No debe confundirse con el vado del mismo nombre por el que, en la Primera Edad, el Camino de los Enanos cruzaba el Gelion.
Es de importancia estratégica, puesto que por allí el Camino Norte-Sur entra al Reino de Arthedain y por ende era la entrada sur de las tierra de los hobbits.
En la Segunda Edad del Sol, se luchó sobre él una de las batallas contra Sauron cuando este intentó conquistar Eriador. Allí se produjo una gran matanza de las huestes del Señor Oscuro, por las fuerzas combinadas de Elfos y Númenóreanos al mando de Gil-Galad y de Ciryatur.
En la Tercera Edad del Sol, el vado era usado frecuentemente para el contrabando entre La Comarca e Isengard, cuando Saruman tenía intenciones hegemónicas sobre la región. Por allí cruzó el Rey Brujo para averiguar la ubicación de la Comarca y se encontró con un dunlendino que le dio datos, no solo sobre la región, sino también sobre la traición de Saruman. Más tarde, Khamûl, acompañado por otro Nazgûl, cruzó el vado para llegar a Hobbiton y capturar a Frodo.